# 苕酥
苕酥是大宜昌、鄂西、重庆一带的小吃。由四川小吃苕酥糖演变而来。「苕」在四川、湖北的方言中是指红薯的意思，苕酥是以红薯为主料，加入部分糯米，制成微小颗粒，由鸡蛋浆粘合在一起制成。做法类似北方的萨其马，但原料和口味相差很多。
现代苕酥多由食品厂加工制作，过去作坊生产式的经营已经非常少见。但近年开发出多种新口味苕酥，也很受人们欢迎，宜昌当地人常用苕酥作为送给外地朋友的礼物。